# جناس مزدوج
جناس مزدوج که با نام جناس مکرّر، مردّد و مَجَنَّب نیز شناخته می‌شود، در آرایه‌های ادبی از انواع جناس است که در آن متجانسین از هر نوع جناس که باشد، مقرون به یکدیگر هستند. یا به عبارتی دو کلمهٔ مشابه، که ممکن است در حروف یکسان یا متفاوت باشند، در پی هم و اغلب در پایان بیت آورده شوند. راز زیبایی و هنری بودن این نوع جناس در این است که توالی واژه‌های جناس، پیوند واژگانی را هنری‌تر و انسجام کلام را دو چندان می‌سازد.
- مثال:

| چشم من چون چشمهٔ آموی گشت از هجر تو |  | تن به خون در چون میان چشمهٔ آموی موی |

چشم من چون چشمهٔ آموی گشت از هجر تو/تن به خون در چون میان چشمهٔ آموی موی